# Life Before Insanity
Life Before Insanity è un album del gruppo rock Gov't Mule, pubblicato nel 2000. È l'ultimo album registrato col membro fondatore del gruppo, Allen Woody, il quale morì dopo la pubblicazione.

## Tracce
1. Wandering Child - 6:06
2. Life Before Insanity - 6:13
3. Bad Little Doggie - 3:48
4. Lay Your Burden Down - 5:27
5. Fallen Down 	Haynes - 6:58
6. World Gone Wild - 6:17
7. Tastes Like Wine - 6:59
8. I Think You Know What I Mean - 4:57
9. Far Away - 5:55
10. No Need to Suffer - 8:22
11. In My Life - 12:48[2]

## Formazione
- Warren Haynes - voce, chitarra
- Matt Abts - batteria, djembe
- Allen Woody - basso; mandolino in Life Before Insanity; contrabbasso in Tastes Like Wine; chitarra ritmica in I Think You Know What I Mean; chitarra fretless in Far Away
- Michael Barbiero - produzione, glockenspiel in Far Away